# E5 (Ecuador)
De E5 of Troncal Insular (Noord-zuidweg van het eiland) is een primaire nationale weg in Ecuador. De weg loopt van Baltra naar Puerto Ayora en is 38 kilometer lang.
De E5 loopt over de Galapagoseilanden. Het logo van de weg is een dier dat veel voorkomt op die eilanden, namelijk een schildpad.